# رباط القلعة (إب)
رباط القلعة هي إحدى قرى الجمهورية اليمنية. تتبع جغرافيا لمحافظة إب وإداريًا لمديرية يريم. يبلغ تعداد سكانها 4279 نسمة حسب الإحصاء الذي أجري عام 2004.